# Drasteria pica
Drasteria pica är en fjärilsart som beskrevs av Brandt 1939. Drasteria pica ingår i släktet Drasteria och familjen nattflyn. Inga underarter finns listade i Catalogue of Life.